# Евреиновская летопись
Евреиновская летопись (бел. Еўраінаўскі летапіс) — одна из белорусско-литовских летописей конца XVII века. В данный момент хранится в Российском государственном архиве древних актов в Москве. Опубликована в «Полном собрание русских летописей».
Рукопись была подарена в архив МИД «надворным советником Пав. Евреиновым в 1814 г.».

## Содержание
Хроника начинается с легендарной истории Великого Княжества Литовского от Палемона до Гедимина. События XIV — первой половины XV века, выложили в соответствии с белорусско-литовской летописью 1446 года. Заключительная оригинальная часть, содержит метеорологические записи, посвященные политической истории Великого княжества Литовского с середины XV века до 1548 года. По содержанию эта часть близка к «Хронике Великого княжества Литовского и Жомойтского».
Характерная черта Евреиновской летописи — наличие историко-литературных материалов (например, рассказ о походе Ольгерда в Москву), которые есть только в Хронике Быховца.